# Paul Dummett
Paul Dummet (Newcastle upon Tyne, 26 de setembre de 1991) és un futbolista anglès que juga de defensa central al Newcastle United.
Format a les categories inferiors del Newcastle United, Dummet ha jugat pel Gateshead i el St Mirren i debutà pel primer equip del Newcastle el 2013. El jugador forma part de la selecció gal·lesa de futbol.